# Mahmut Tekdemir
Mahmut Tekdemir (Çermik, 20 de enero de 1988) es un futbolista turco que juega de centrocampista en el Ankaragücü de la TFF Primera División. Ha sido internacional con la selección de fútbol de Turquía.

## Trayectoria
Formado en las categorías inferiores del Erogluspor, Tekdemir, llegó al Estambul Büyükşehir Belediyespor en 2003, donde jugó también en las categorías inferiores hasta 2006. Con el club turco comenzó a coger importancia a partir de la temporada 2014-15, en la que jugó 29 partidos de la Süper Lig y marcó 4 goles, el primero de ellos el 21 de febrero de 2015 ante el Gaziantepspor. En la temporada 2015-16 volvió a ser un jugador clave para su equipo, lo mismo que en la histórica temporada 2016-17, en la que el Başakşehir estuvo varias jornadas en primera posición. Finalmente el equipo quedó segundo, clasificándose para la previa de la UEFA Champions League 2017-18, donde el equipo turco quedó eliminado a las puertas de entrar en la fase de grupos, tras caer en la última ronda frente al Sevilla F. C. por un global de 3-2.

## Selección nacional
Tekdemir ha sido internacional sub-19 y sub-21 con la selección de fútbol de Turquía. Debutó con la selección absoluta frente a la selección de fútbol de Luxemburgo.

## Clubes
| Club                      | País    | Año       |
| ------------------------- | ------- | --------- |
| Estambul Başakşehir F. K. | Turquía | 2006-2024 |
| Ankaragücü                | Turquía | 2024-     |

## Palmarés

### Campeonatos nacionales
| Título               | Club                      | País    | Año     |
| -------------------- | ------------------------- | ------- | ------- |
| Superliga de Turquía | Estambul Başakşehir F. K. | Turquía | 2019-20 |